# Dieter Lindemann
Dieter Lindemann (* 25. Juni 1951 in Gützkow; † 1. Januar 2003) war ein deutscher Leichtathlet und Schwimmtrainer.

## Werdegang
Dieter Lindemann war von Jugend an begeisterter Sportler und wollte selbst Trainer im Leichtathletikbereich werden. Auf Wunsch seiner Eltern absolvierte er jedoch zunächst eine Berufsausbildung und holte neben der Ausbildungszeit in der Abendschule sein Abitur nach, um die Hochschulreife zu erwerben. Sein Ziel war die Deutsche Hochschule für Körperkultur (DHfK) in Leipzig. Wegen der „Bedarfslage“ musste er sich für den Beruf des Schwimmtrainers entscheiden und beendete 1977 sein Studium mit dem Hochschulabschluss als Diplom-Sportlehrer mit der Spezialfachausbildung Sportschwimmen (Trainer A-Lizenz).
Viele namhafte und erfolgreiche Schwimmer- und Schwimmerinnen betreute Dieter Lindemann im Laufe seiner Karriere.
Von 1977 bis 1991 arbeitete er als Trainer im Sportclub SC Dynamo Berlin und SC Berlin. 1991 bis 1992 war er Landestrainer von Berlin und danach bis 1997 Bundesstützpunkttrainer des DSV in Berlin, ab 1996 Leitender Stützpunkttrainer. Er war Mitglied des Trainerrates des DSV (1993–1997). In den Jahren 1984, 1988, 1992 und 1996 war er als Trainer bei den Olympischen Spielen. Ab 1998 war er als freiberuflicher Trainer tätig, unter anderem von 2000 bis 2003 Trainer des SV Halle.

## Sportliche Erfolge
Als Trainer errang er mit seinen Sportlern bei Olympischen Spielen 4 × Gold, 5 × Silber, 4 × Bronze, bei Weltmeisterschaften 3 × Gold, 2 × Silber, 4 × Bronze, bei Europameisterschaften 19 × Gold, 10 × Silber, 3 × Bronze und bei den Jugendeuropameisterschaften 40 × Gold, 15 × Silber, 1 × Bronze. Neben ersten Plätzen im Welt- und Europacup, gehören zwölf Weltrekorde und mehrere Europarekorde, ungezählte DDR- und Deutsche Meistertitel sowie Spartakiadesieger und Platzierte, Mannschaftsmeistertitel, DDR- und deutsche Rekorde in allen Altersbereichen zu den Erfolgen seiner Sportler. 1988 wurde er in der DDR mit dem Orden Banner der Arbeit Stufe I ausgezeichnet.
Zu den von ihm betreuten Sportlern gehörten die Olympiasiegerin Katrin Meißner, die zweifache Weltmeisterin Sylvia Gerasch, Franziska van Almsick, Weltmeister Steffen Zesner und Cathleen Rund. Er trainierte auch die Jugendeuropameister Bettina Ustrowski, Uta Mückel, Suhela Knipphals, Jessica Reim und Kristin Helm.

## Berliner Dopingprozess
Im Berliner Dopingprozess 1998 wurden u. a. die Trainer Dieter Lindemann, Volker Frischke, Rolf Gläser und der Arzt Bernd Pansold angeklagt, minderjährige Schwimmerinnen gedopt zu haben. Die Verfahren gegen Lindemann und Frischke, welche die Schwimmerin Sylvia Gerasch seit 1982 mit Anabolika gedopt haben sollen, wurden wegen geringfügiger Schuld eingestellt. Der zuvor entlassene Lindemann klagte auf Wiedereinstellung und musste, da er eine Abfindung ablehnte, vom DSV wieder eingestellt werden.